# Općina Izola
Općina Izola (slo.: Občina Izola, it.: Comune di Isola) je općina u jugozapadnoj Sloveniji u pokrajini Primorskoj i statističkoj regiji Obalno-kraškoj. Središte općine je grad Izola s 10.381 stanovnikom. 

## Zemljopis
Općina Izola nalazi se na jugozapadu Slovenije, i jedna je od tri slovenske općine s izlaskom na Jadransko more, na sjeveru graniči s Italijom.

## Naselja u općini
Baredi, Cetore, Dobrava/Dobrava, Izola/Isola, Jagodje/Valleggia, Korte, Malija, Nožed, Šared

## Vanjske poveznice
- Službena stranica općine